# Apparato critico
L'apparato critico è la sezione dell'edizione critica dedicata a documentare lo stato della tradizione di un testo, dando conto delle scelte operate dall'editore nella costituzione del testo stesso.
L'apparato critico assolve due funzioni: innanzitutto, indica a chi legge i punti in cui il testo stampato è differente dalla tradizione manoscritta o dalle congetture di altri studiosi; inoltre, nel riportare in maniera precisa le varianti di un testo, l'apparato critico fornisce anche i mezzi necessari perché il lettore possa giudicare, criticandole o approvandole, le scelte dell'editore.

## Caratteristiche
Mentre fino al XIX secolo l'apparato critico era posto all'inizio dell'edizione (normalmente già nell'introduzione) o alla fine (in un'appendice critica appositamente dedicata), dal XX secolo l'apparato critico è posto, normalmente, a piè di pagina ed è collegato al testo da rimandi numerici alle righe o a singole parole del testo.
L'apparato delle edizioni di testi dell'antichità è generalmente redatto in latino, anche se l'uso è sempre meno praticato nelle edizioni di opere medievali o moderne.
Ogni variante, oppure ogni dato riportato in apparato, deve essere sempre accompagnata dalla fonte, sia essa il manoscritto, o il papiro, o la fonte indiretta che la tramanda. Nel caso si tratti di una congettura, questa deve essere accompagnata dal nome di colui che l'ha formulata (per i filologi umanisti si usa il nome latinizzato, mentre per gli studiosi recenti si usa la trascrizione del nome nella lingua di origine).
Le abbreviazioni con cui sono indicati i manoscritti sono quelle riportate nello stemma codicum, normalmente inserito nell'introduzione, o, comunque, in assenza di stemma, nell'elenco delle abbreviazioni. A seconda della scelta personale dell'editore, le varianti sono separate dai due punti, da uno spazio, dai trattini verticali, da virgole.

## Regole di edizione
L'apparato critico serve a:
- motivare alcune scelte del testo contrassegnate convenzionalmente:
  1. espunzioni congetturali (atetesi)
  2. integrazioni congetturali
  3. riparazioni di danni meccanici
  4. congetture derivanti da guasti non sanabili
- motivare le scelte di lectiones in caso di molteplici testimonia
  1. Le discrepanze dall'archetipo
  2. Le varianti rigettate
  3. le sottovarianti quando non riguardino la eliminatio codicum descriptorum
  4. Soprattutto le varianti documentate in più codici quando queste siano rifiutate in favore di singole lectiones minoritarie ma considerate più probanti
  5. dubbi sulla giusta lezione del testo

L'apparato non riporterà dunque le varianti sicuramente espungibili per eliminatio codicum descriptorum.

## Tipi di apparato
L'apparato critico può essere positivo o negativo.
Secondo il significato originale della definizione, un apparato critico positivo documenta tutto il materiale delle varianti senza effettuare vagli semantici e riporta quindi anche varianti paleografiche o pertinenti alla scrittura più che al significato del testo; viceversa un apparato negativo, che si pone come priorità la leggibilità e la chiarezza, dovrebbe essere definito quell'apparato che elimina le varianti non pertinenti o non semantiche.
Di fatto, invece, si definisce apparato positivo quell'apparato che riporta la lezione adottata nel testo e la fa seguire dalle varianti; apparato negativo è invece quello che non mostra la lezione accolta nel testo, ma riferisce solo delle varianti.

## Esempio
Si riporta di seguito un paragrafo dall'Epistula 94 di Seneca, mettendo a confronto due edizioni critiche aventi la prima apparato critico negativo, la seconda positivo:
| Leighton Durham Reynolds, Oxford 1965 | François Préchac Parigi 1962 |
| --- | --- |
| Magna pars sanitatis est hortatores insaniae reliquisse et ex isto coitu invicem noxio procul abisse. Hoc ut esse verum scias, aspice quanto aliter unusquisque populus vivat, aliter sibi. Non est per se magistra innocentiae solitudo nec frugalitatem docent rura, sed ubi testis ac spectator abscessit, vitia subsidunt, quorum monstrari et conspici fructum est | Magna pars sanitatis est hortatores insaniae reliquisse et ex isto coitu inuicem noxio procul abisse. Hoc ut esse uerum scias, aspice quanto aliter unusquisque populus uiuat, aliter sibi. Non est per se magistra innocentiae solitudo nec frugalitatem docent rura, sed ubi testis ac spectator abscessit, uitia subsidunt, quorum monstrari et conspici fructum est |
| coetu σ - noxia /Qη - vivet Qη - sollicitudo (solit- Q man. rec., R) innocentiae φ | et existo: ex et exito B ex isto Q // coitu BQ Auen. Buechler cetu q coetu dett. vulg.//noxio B: -ia Q //Vivat B : uibet Q //innocentiae solitudo B Schweinghaeuser : sollitudo [it ex icit] |

Da notare come gli spazi stretti di scrittura e la tradizione fortemente conservativa della critica testuale favoriscono ancor oggi la permanenza di tachigrafie e incisi in latino (man.rec., vulg. e molti altri) che possono essere di non agevole comprensione per il lettore estemporaneo.

## Abbreviazioni comuni negli apparati critici
Gli apparati critici si sono sempre scritti in latino, e a tutt'oggi la tendenza non dà segni di modificazione. Se la lingua latina è privilegiata per la sua sinteticità e tradizione, le tachigrafie degli apparati critici sono ulteriormente abbreviate in sigle convenzionali. Le più usate sono elencate di seguito:

### Manoscritti
cod. → codex → "codice"
seguito sempre da una sigla (ad es. "cod. Vict." = "codex Petri Victori") indica un codice scomparso le cui lectiones siano state trasmesse da edizioni degli umanisti o come note a margine in tali edizioni.
Al plurale si usano le seguenti abbreviazioni:
codd. → codices → "codici"
- rell. → reliqui → "i rimanenti"
- cett. → ceteri → "gli altri"

ad indicare il consensus reliquorum codicum in caso di adozione di lectiones minoritarie.
recc. → recentiores → "codici più recenti"
indica in particolari recensioni un gruppo di codici di datazione più recente le cui lectiones congetturali si presumano valide.
Per indicare i punti in cui un codice si interrompe o parte da un punto successivo all'inizio dell'opera si usano le seguenti abbreviazioni:
inc. → incipit → "comincia"
des. → desinit → "termina, smette"
def. → deficit → "è privo (di una sezione importante di testo)"
Mentre le prime due indicazioni sono seguite dalla sigla del codice di cui si sta riferendo, la terza indicazione è seguita dall'intervallo di testo mancante indicato in paragrafi o capitoli o versi.
interp. → interpunxi(t) → "ho/ha distinto con un segno di interpunzione".
si usa per indicare se
1. in un testimone compaiono uno o più segni di interpunzione assenti altrove
2. il revisore ha aggiunto un segno di interpunzione in aggiunta a quelli presenti nei manoscritti

### lectiones
Le sigle che seguono possono riguardare due aspetti
1. interventi avvenuti nel processo di copia da antigrafo ad apografo di cui rimangono tracce utili alla ricostruzione della tradizione del testo
2. interventi che il recensore effettua sul testo in vista della pubblicazione e di cui dà documentazione per distinguere il suo operato dalle corruttele o varianti di tradizione.

È buona norma che un'abbreviazione verbale in questo caso sia scritta per esteso: per esempio del. N.N. va letto delevit o deleverunt → "N.N. ha(nno) cancellato, mentre delevi → "Ho cancellato" rende inequivocabile l'azione del recensore del testo.

#### Correzioni
Le correzioni, di mano del copista stesso o di mani successive possono essere indicate con varie convenzioni a seconda della tracciabilità del processo di correzione. In ordine di crescente pessimismo esse sono
1. numeri in esponente alla sigla del codice (ad esempio "A¹" indicherebbe che il copista autore del manoscritto "A" ha corretto una sua precedente lettura erronea), o con numeri successivi in caso si riesca a risalire a più ondate successive di correzioni localizzabili precisamente
2. tachigrafie come a.c. o p.c. (ante correctionem o post correctionem) per indicare correzione di mano non identificata di cui si riesce a risalire all'antecedente
3. tachigrafie diverse in caso di correzioni rilevabili ma di cui non si riesce a risalire all'antecedente:
  1. corr → corrector → "correttore (di un certo manoscritto)".
  2. e c o ec o e c. → e correctione → "a seguito di correzione"
4. ras. o in ras. ad indicare la cancellazione di parte del testo
5. vid. o ut vid. → ut videtur → "a quanto appare, a quanto sembra" ad indicare letture poco sicure di testo rovinato da correzioni poco chiare
6. non legitur o nequi legi → "non si legge" o "non si riesce a leggere" quando la correzione rende illeggibile il testo prima e dopo la correzione.

#### Segnalazioni
Quanto agli interventi diretti ad alterare il testo per aggiunta, omissione o eliminazione, spostamento, si segnalano le seguenti aggiunte dal significato ambivalente a seconda che
l'intervento sia antico o del revisore moderno:
del. → delevi(t) → "Ho/ha cancellato"
excl. → exclusi(t) → "Ho/ha eliminato"
secl. → seclusi(t) → "Ho/ha posto tra parentesi"
Si usa quando si vuole indicare
1. l'espunzione di una lectio in un codice operata da un copista rispetto alla restante tradizione
2. l'espunzione di una lectio da parte del revisore moderno del testo.

add. → addidi(t) → "Ho/ha aggiunto". Indica
1. integrazioni al testo in secondo momento da parte di un copista (o per correzione o per contaminazione con testimoni diversi dall'antigrafo) che differenziano un testimone rispetto agli altri.
2. integrazioni del revisore moderno nei confronti di una lacuna sanabile per congettura.

Le aggiunte moderne frutto di congettura, così come le correzioni, andranno segnalate accostando ad esse il nome del loro autore in casi diversi dall'autore della revisione del libro su cui sono raccolte (che potrà all'occorrenza firmarsi ego). In bibliografia sarà indicata l'opera in cui compare la congettura o correzione accolta. Per le correzioni è più indicata la sigla
con. - coni. N.N. → coniecit N.N. → "N.N. ha congetturato"
prop. N.N. → proposuit N.N. → "N.N. ha proposto"
suppl. → supplevi(t) → "Ho/ha fornito (questa aggiunta)"
in caso di lacune limitate a poche lettere che si è tentato di colmare con una congettura
om. → omisit → "Ha omesso"
si usa quando l'editore ritiene importante segnalare che in uno o più testimoni vi è la lacuna di una lectio, di un brano, di una sezione più o meno vasta del testo.
Le omissioni congetturali vanno invece scritte per esteso, mediante frasi come tria verba excidisse videntur ("si direbbe che tre parole siano cadute") o lacunam fere 5 litt. praebent codd. ("i codici presentano una lacuna di circa cinque lettere")
Le modalità per indicare le inversioni o dislocazioni di parti del testo sono diverse a seconda dell'entità e importanza delle parole coinvolte nel processo di copiatura: si va dall'espressione completa tipica degli apparati positivi,
delatus est ABCP : est delatus DRSV
all'uso delle iniziali delle parole invertite
omnibus rebus Labieno commissis ABCP : o.r.c.L. DRSV
ad una scrittura più esplicita come
X post Y transp. DRSV o
X post Y transposuit DRSV
cioè "nei codici DRSV Il copista ha invertito X e Y"
Questa scrittura è utile soprattutto quando le trasposizioni sono a distanza o disposte su due o più righe o versi.
adn. → adnotatio "annotazione",
indica parti esterne al testo dell'autore come glosse o indicazioni critiche antiche a lato del testo
iter. → iteravit → "il copista ha ripetuto"
indica le dittografie che si ritiene utile mettere in evidenza

### Edizioni o editori
ed. → editio/editor → "edizione/editore"
Normalmente seguito dal nome dell'editore (utile per cinquecentine o edizioni antiche di rilevanza filologica, da presentare rigorosamente nell'introduzione al testo).
Qualora grazie a una esauriente introduzione non sorgano equivoci è possibile tacere l'abbreviazione usando direttamente il nome dell'editore. In casi particolarmente noti anche il nome dell'editore può essere abbreviato (ad esempio Bgk. = Bergk o Wil.=Wilamowitz-Moellendorff).
edd. editiones/editores → "edizioni/editori"
Abbreviazione che include tutti gli editori che abbiano accolto una congettura presentata in apparato.
vett. → veteres editores/editiones → "edizioni/editori antichi"
Questa abbreviazione di uso inverso alla precedente, distingue una congettura delle edizioni antiche rispetto a un'altra presente nel testo o a una moderna accettata nel testo.
ed.pr. → editio princeps → "prima edizione a stampa"
L'editio princeps non raramente si basa su testimoni perduti, accogliendone delle lectiones rilevanti non meno dei manoscritti anteriori ad essa. Anch'essa come nei casi precedenti può essere seguita dal nome dell'editore.